# Ernst Hardt (Unternehmer)
Ernst Hardt (* 22. September 1837 in Köln; † 7. August 1898 ebenda) war ein deutscher Unternehmer, der die Kölner Pferdebahn konzipierte und betrieb.

## Werdegang
Hardt begann in Köln mit einer Weinhandlung, danach betätigte er sich als Leimfabrikant. Hardt heiratete 1866 in Hamburg. Im Dezember 1869 kam sein Sohn Ernst zur Welt, der als Kunstmaler arbeitete. Seit 1870 wurde sein Vater im „Handbuch über den königlich preußischen Hof und Staat“ als Konsul der Republik Peru geführt, 1874 erhielt er die peruanische Exequatur.
Hardt gilt als Begründer der Kölner Straßenbahn. Im Jahr 1873 bewarb er sich um die Konzession für den Pferdebahn-Betrieb in der Stadt Köln und zu den Vororten und konnte im Gegensatz zu seinen Mitbewerbern (F. Pallesterz & Co., Philipp Hoffmann und Daners Junior) ein detailliertes Konzept für den Streckenausbau vorlegen. Sein Antrag wurde im Oktober 1874 von der Polizeibehörde zur Stellungnahme an die Stadtverwaltung gesandt. Der Kölner Oberbürgermeister Alexander Bachem reagierte ausweichend und verwies auf die geplante Stadterweiterung. Als Hardt im April 1875 eine hinhaltende Antwort erhielt, wandte er sich an die noch politisch selbständigen Vororte. Am 19. Oktober 1876 stimmte der Rat der Stadt Köln unter dem neuen Oberbürgermeister Hermann Becker dem Bau der Pferdebahn zu. Daraufhin erlaubte die Bezirksregierung am 15. März 1877 Hardt die Benutzung ihrer Provinzialstraßen zu den Vororten, was Hardt zur Auftragsvergabe für den Bau der Wagen an den Kölner Waggonfabrikanten Peter Herbrand veranlasste. 

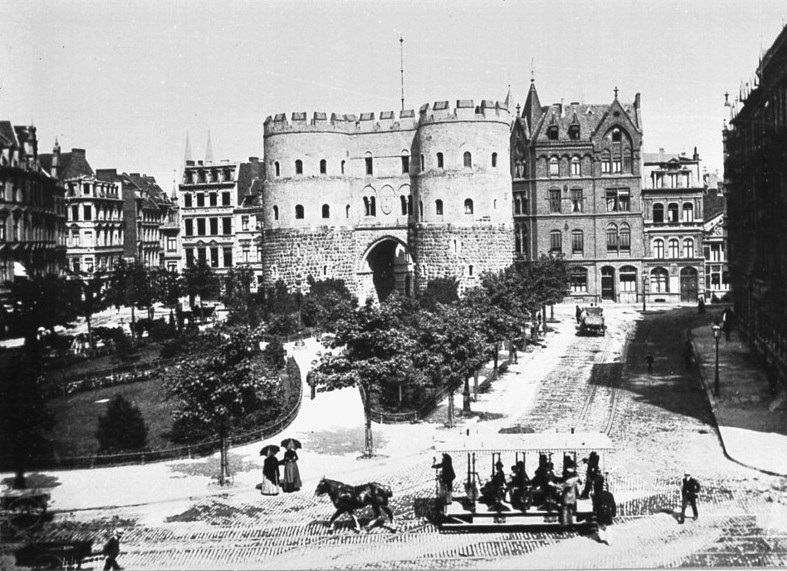
Pferdebahn am Hahnentor (um 1890)

Hardt firmierte unter Pferde-Eisenbahn E. Hardt & Cie., Gesellschafter war seit September 1876 zu 80 % der Belgier Frédéric de la Hault (* 15. Februar 1826; † 24. Juli 1882). Am 28. April 1877 eröffnete die erste Pferdebahnlinie („Päädsbahn“) von Deutz nach Kalk, am 17. Juni 1877 folgte eine Teilstrecke zwischen Ehrentor und Hahnentor. Hardt arbeitete schnell, denn bereits im September 1877 eröffnete die Strecke Köln-Nippes, es folgte Köln-Melaten (Oktober 1877), Köln-Lindenthal (November 1877) und Köln-Bayenthal (Dezember 1877). Im Jahre 1878 experimentierte Hardt in Deutz auch mit dampfbetriebenen Straßenbahnen.
Erst am 27. Dezember 1878 erteilte die Stadt Köln die Konzessionen für die Kölner Innenstadt. Nach endlosen Verhandlungen erhielt am 13. März 1879 Hardts belgischer Gesellschafter Fréderic de la Hault den Zuschlag für 23 Jahre. Doch der Zustand, dass zwei teilweise miteinander konkurrierende Unternehmer Pferdebahnen in Köln betrieben, war den Unternehmern und auch der Stadt Köln bald lästig. Die belgische Betreibergesellschaft Société Anonyme du Tramways de Cologne fusionierte am 3. Juni 1882 mit Hardts Unternehmen unter der Firma Cölnische Straßenbahngesellschaft, als deren Geschäftsführer Hardt bis 1886 fungierte. Als Hardt 1898 verstarb, gab es in Köln ein Pferdebahnnetz von etwa 60 km Länge. Das Unternehmen wurde im Januar 1900 von der Stadt für 20 Millionen Mark erworben und ist der Vorgänger der heutigen Kölner Verkehrsbetriebe.
Die letzte Pferdebahn fuhr am 22. Mai 1907 auf der Strecke Riehl-Flora und wurde durch einen Linienbus ersetzt.